# Hatuncolla
Hatuncolla (del quechua: Hatunqulla) es un pequeño pueblo habitado por aymarás, situado en el distrito de Atuncolla (provincia de Puno, departamento de Puno), a 34 km de la ciudad de Puno, en el Altiplano peruano. Es la antigua Hatun Colla, capital del Reino Colla. A 4 km al sur se hallan los restos de la necrópolis de Sillustani. Hatuncolla forma parte del circuito turístico Quechua. Las viviendas al borde de la carretera han sido preparadas para recibir a turistas, quienes podrán ver la forma como viven y como organizan sus viviendas.
Nótese que en la arquitectura de las viviendas se han introducido elementos traídos por los conquistadores españoles, como por ejemplo el arco, estructura arquitectónica desconocida por las poblaciones autóctonas antes de la llegada de los españoles.
En la parte superior del arco de la puerta, y encima de los techos acostumbran colocar estatuillas de barro cocido generalmente los famosos "toritos de Pucará", pero en ocasiones, colocan cruces, clara señal de la influencia de los colonizadores.

## Galería

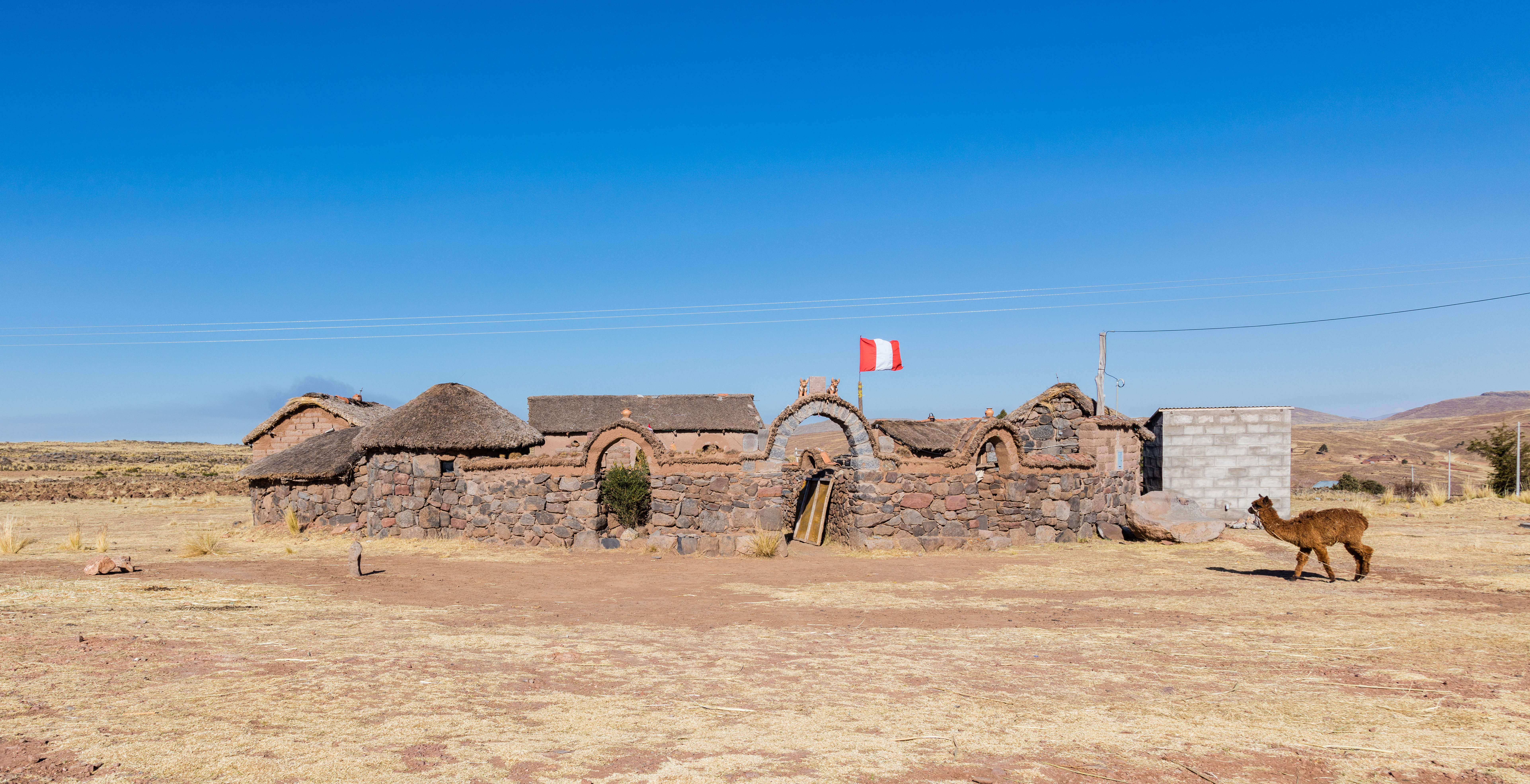
Casa típica de Hatuncolla
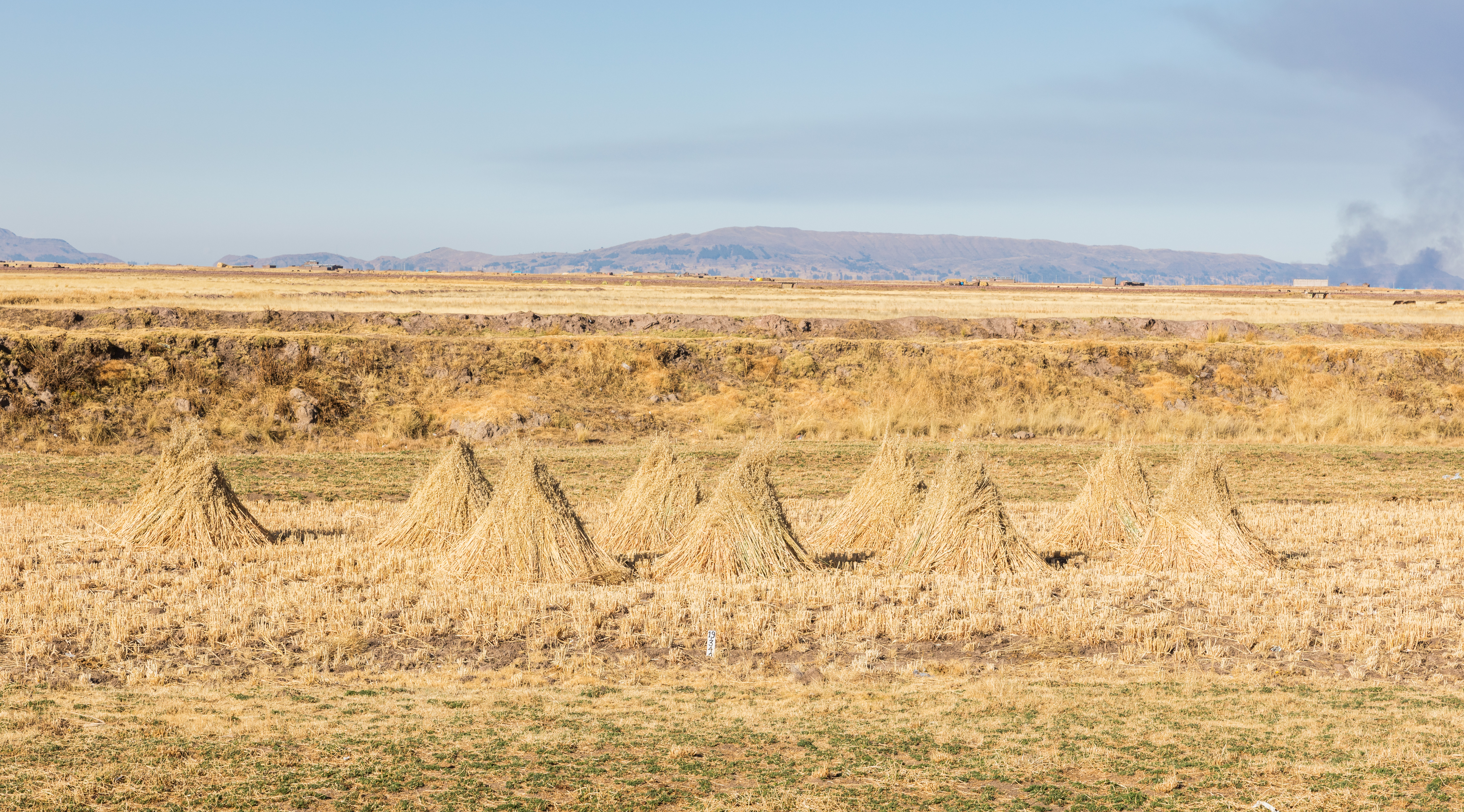
Paisaje en Hatuncolla
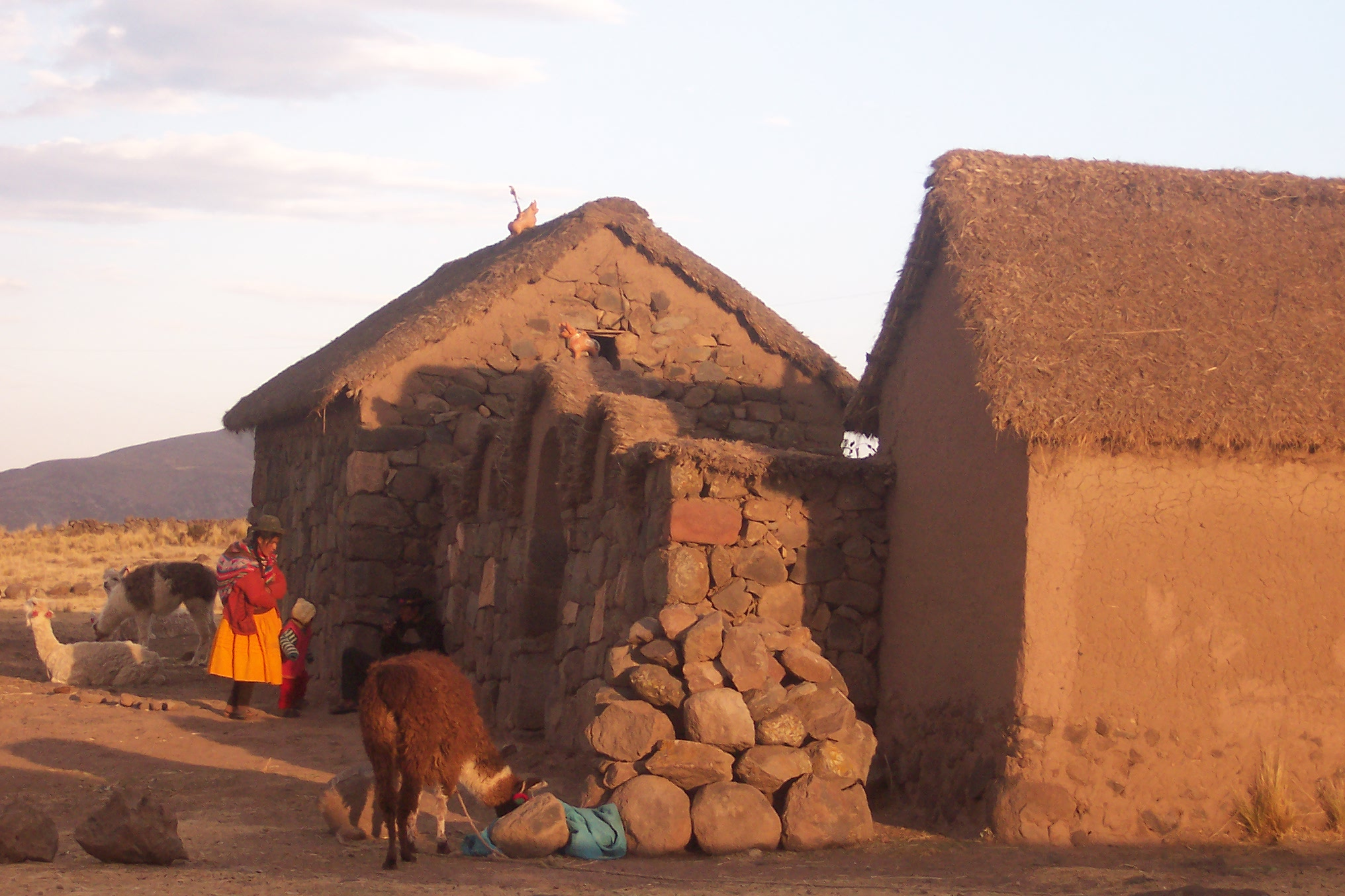
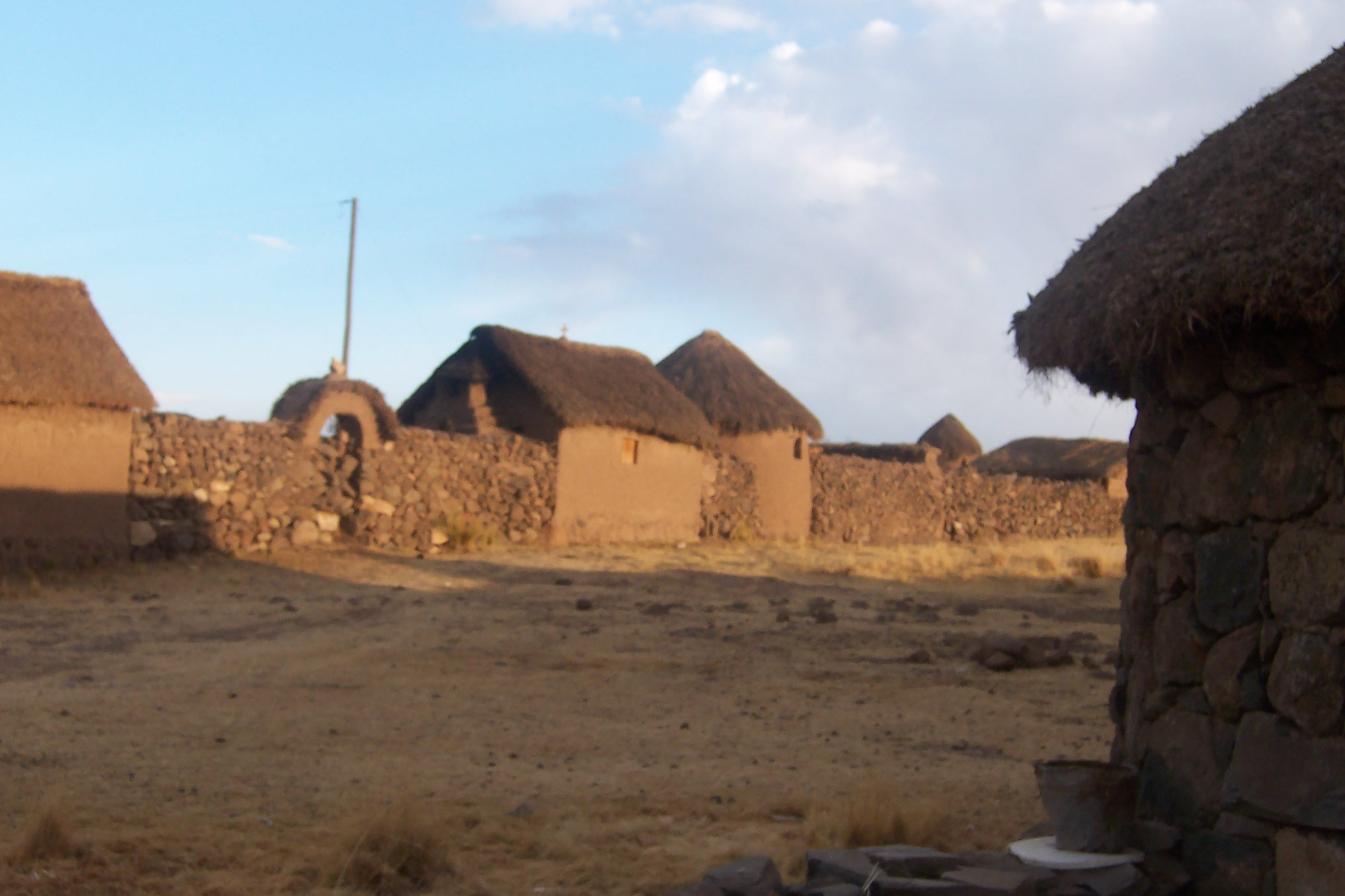